# Ken Stott
Kenneth Campbell "Ken" Stott (* 19. října 1954) je skotský herec, známý především ve Spojeném království pro jeho mnoho rolí v televizi.
V letech 2012–2014 účinkoval v trilogii Hobit jako trpaslík Balin. Stott se narodil v Edinburghu. Jeho matka, Antonia byla sicilská učitelka. Studoval na škole George Heriot's School. Tři roky poté se stal členem kapely Keyhole.Dokonce byl nominován na 2 Oscary